# Notomastus abyssalis
Notomastus abyssalis är en ringmaskart som beskrevs av Fauchald 1972. Notomastus abyssalis ingår i släktet Notomastus och familjen Capitellidae. Inga underarter finns listade i Catalogue of Life.